# Alekszandr Valtyerovics Litvinyenko
Alekszandr Valterovics Litvinyenko (Voronyezs, 1962. december 4. – London, 2006. november 23.) orosz titkosszolgálati tiszt.

## Élete

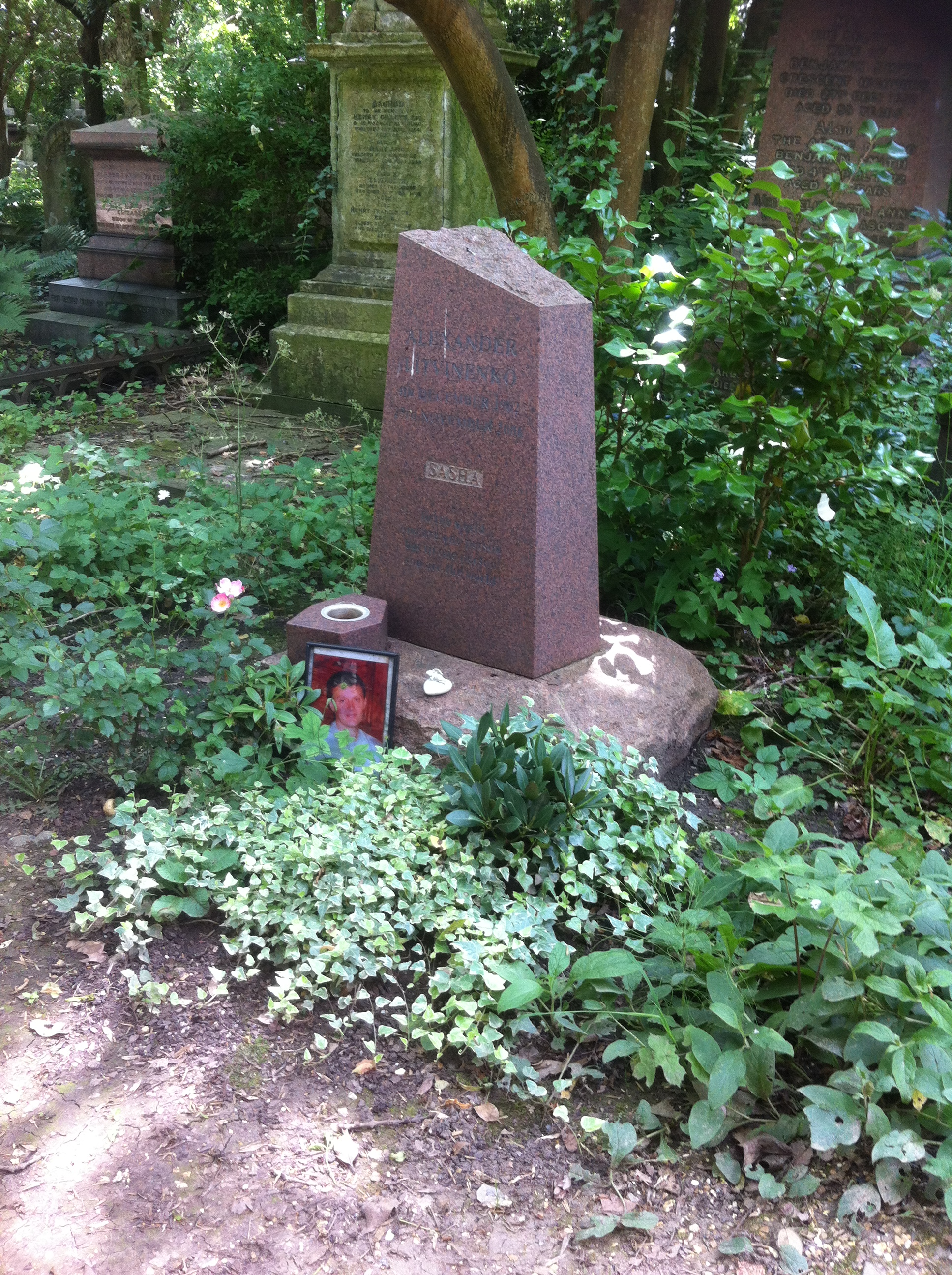
Litvinyenko sírja 2014-ben

1988–1999 között a szovjet KGB, majd az orosz Szövetségi Biztonsági Szolgálat (FSZB) tisztje volt. Miután szembekerült a szolgálattal, 2000-ben Nagy-Britanniába szökött. 2003-ban a Secret Intelligence Service, az MI6 néven is ismert brit titkosszolgálat Edwin Redwald Carter fedőnév alatt beszervezte. Havi 2000 font juttatásban részesült, és kapott egy titkosító programmal rendelkező telefont is. Kapcsolattartója egy Martin fedőnevű brit ügynök volt. Litvinyenko összeköttetésben állt a spanyol titkosszolgálatokkal is, amelyeket nagyon érdekelte az orosz oligarchák és a Spanyolországban tevékenykedő orosz bűnözői csoportok közötti kapcsolat.
2006. november 23-án, háromheti haláltusa után hunyt el a londoni University College egyetem klinikáján; halálát a szervezetébe került polónium okozta. „Az, hogy megmérgeztek, azt mutatja, jó irányba indultam. A Kreml szokása, hogy megöli az igazmondó embereket.” – mondta néhány nappal halála előtt Litvinyenko, akit azt követően mérgeztek meg, hogy kutakodni kezdett az októberben Moszkvában meggyilkolt ismert tényfeltáró újságírónő, Anna Politkovszkaja halálának körülményei után.